# أغوستين دي بيتانكورت
أغوستين دي بيتانكورت (بالإسبانية: Agustín José Pedro del Carmen Domingo de Candelaria de Betancourt y Molina) هو مهندس معماري ومخترع ومخطط حضري ومهندس قتالي إسباني، ولد في 1 فبراير 1758 في بويرتو دي لا كروث في إسبانيا، وتوفي في 26 يوليو 1824 في سانت بطرسبرغ في روسيا.